# Diodora listeri
Diodora listeri là một loài ốc biển, là động vật thân mềm chân bụng sống ở biển thuộc họ Fissurellidae.

## Tham khảo

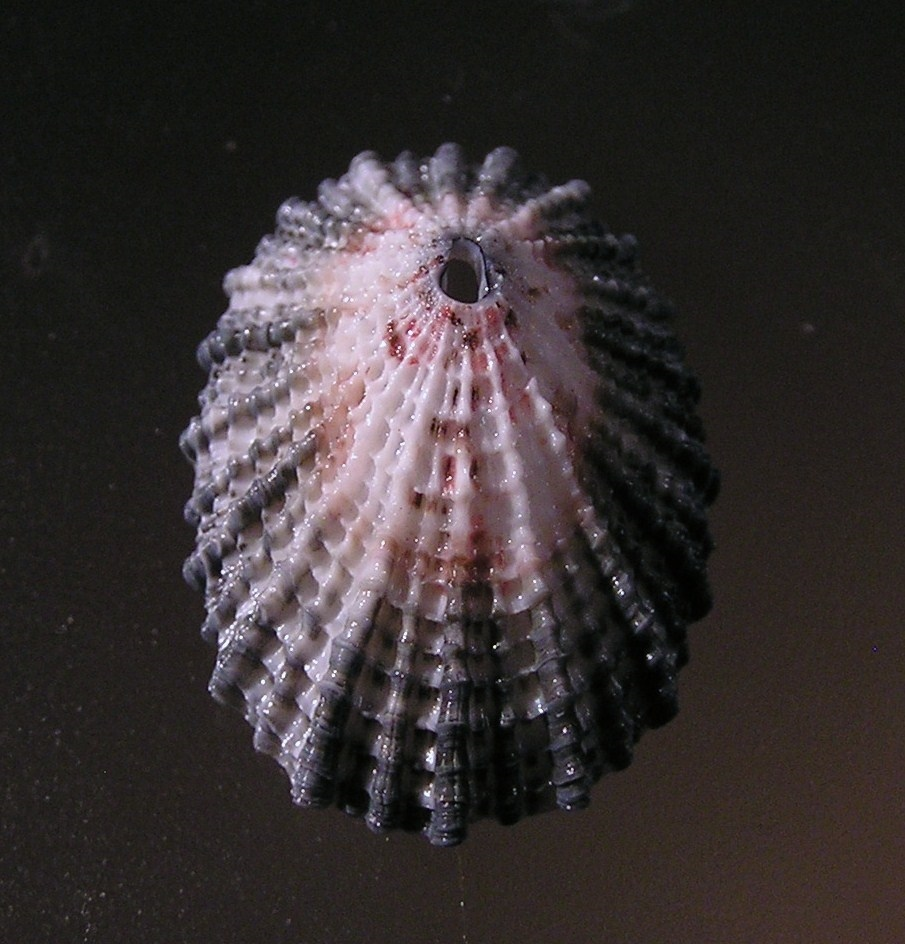
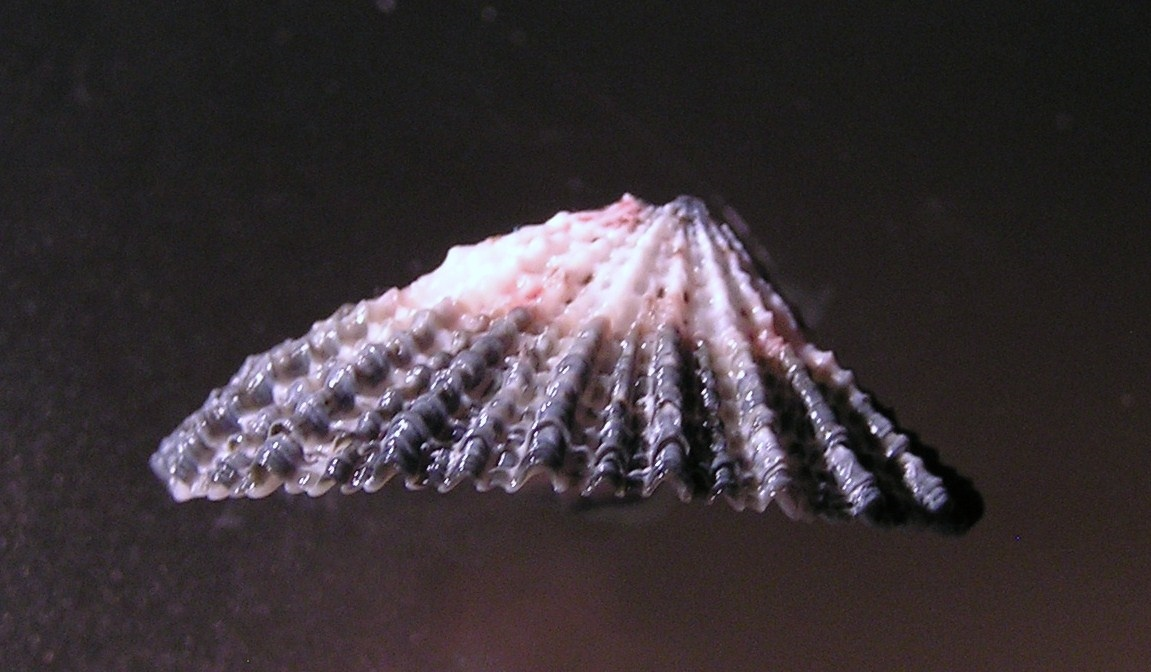
side view
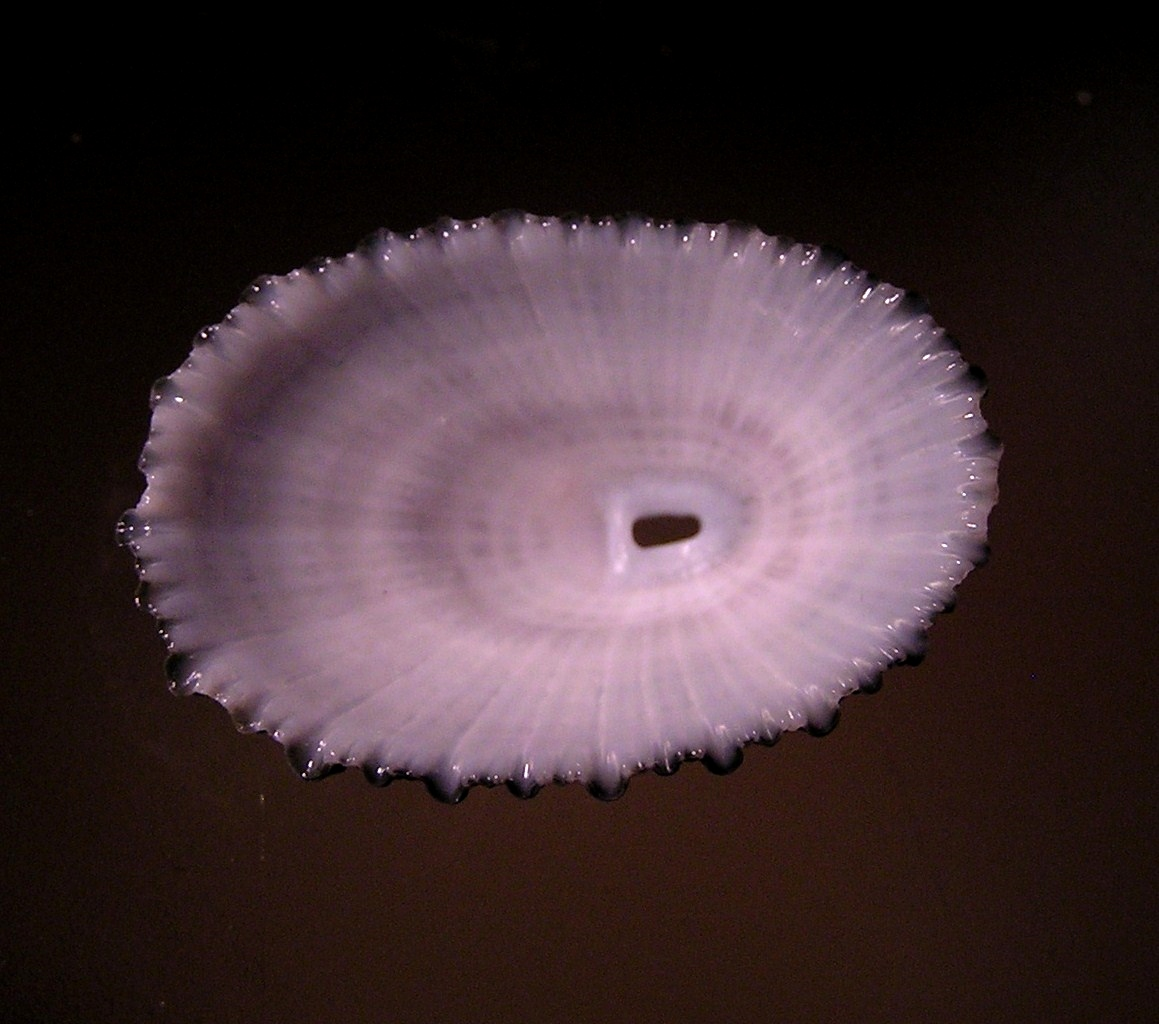
underside